# Jüdischer Friedhof (Wolfisheim)

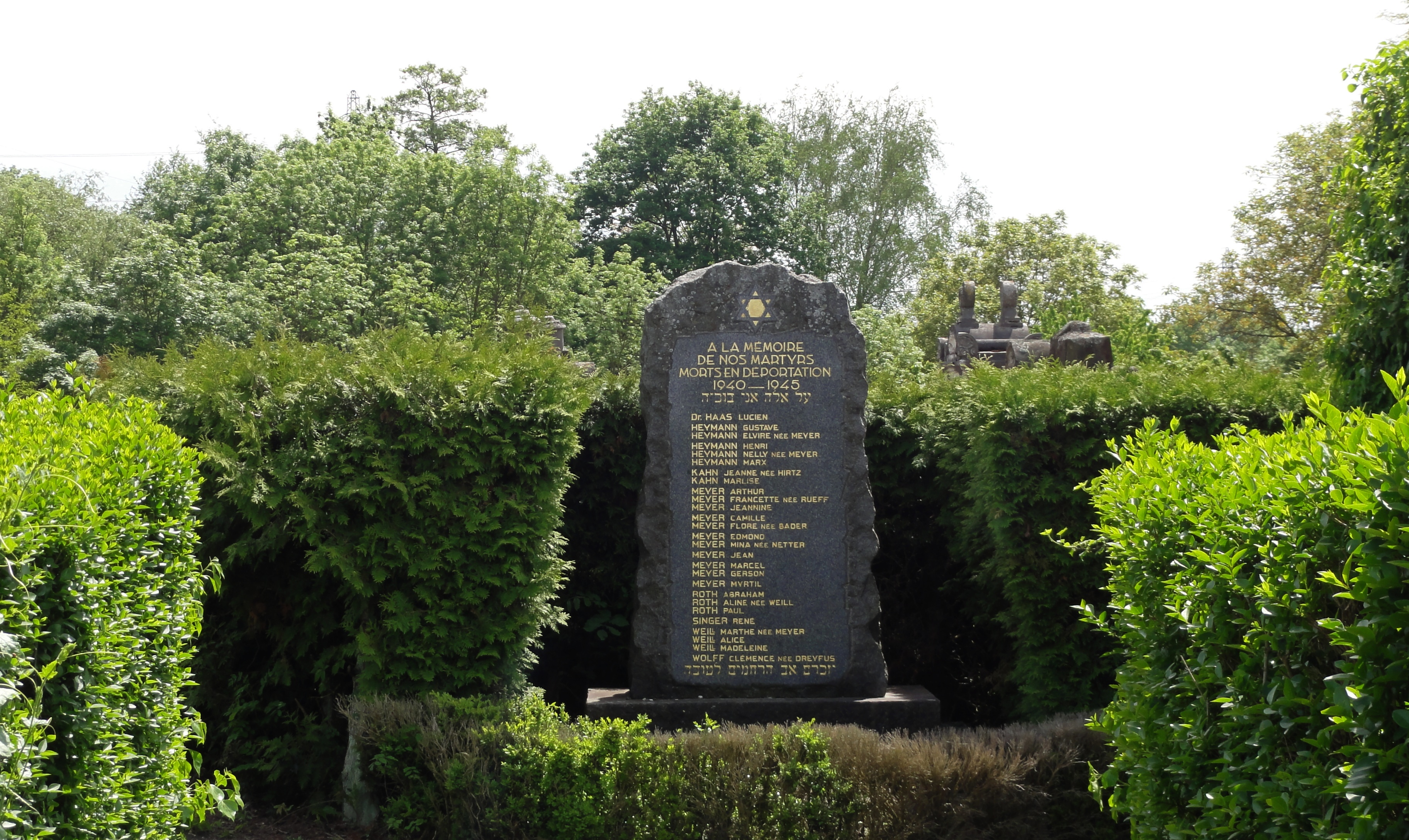
Gedenkstein für die Opfer des Holocaust

Der Jüdische Friedhof in Wolfisheim, einer französischen Gemeinde im Département Bas-Rhin der Region Grand Est, wurde im 19. Jahrhundert angelegt und wird bis heute belegt. Der jüdische Friedhof befindet sich an der Rue de la Mairie.